# Myrmarachne mocamboensis
Myrmarachne mocamboensis este o specie de păianjeni din genul Myrmarachne, familia Salticidae, descrisă de Galiano, 1974. Conform Catalogue of Life specia Myrmarachne mocamboensis nu are subspecii cunoscute.